# Radeis
Radeis is een driekoppige theatergroep uit Brussel actief tussen 1978 en 1984. De groep werd opgericht in 1978 door Josse De Pauw, Dirk Pauwels en Pat Van Hemelrijck. Het gezelschap reisde de wereld rond met een aantal van hun woordeloze producties. Deze producties werden door de Vlaamse pers vaak omschreven als "cartoontheater". In 1984 ontbond de groep zich.

## Geschiedenis
De groep Radeis is ontstaan uit een opdracht van de Beursschouwburg om een animatie te produceren rond Mallemunt, een muziekproject uit Brussel. Josse de Pauw ontwikkelde hiervoor Circus Radeis (1976), de voorloper van Radeis. Samen met Jan Lauwers, Anna Teresa De Keersmaker en Eric De Volder met Parisiana maakte Radeis deel uit van vzw Schaamte, een kunstenaarsorganisatie die werk steunde en mogelijk maakte onder impuls van Hugo De Greef.
De producties van Radeis toerden internationaal: Vancouver, Los Angeles, Caracas en Hong Kong. Wat hen de eerste Belgische theatergroep maakt met een internationale carrière zonder gesubsidieerd te zijn.
In 1981 brachten ze ‘Vogels’ uit met George Broeckaert als scènemaker, die daarna ook de plaats innam van Jan De Bruyne die in dat jaar Radeis verliet. In het stuk bevinden drie mannen en een ei zich in een grote vogelkooi midden op de scène. Uit het ei wordt een vreemde vogel geboren en die breekt vervolgens uit de kooi, de mannen leren hem in ruil dan lopen, zich kleden en spelen.
Later maakten ze in opdracht van het Shaffy Theater in Amsterdam het stuk ‘Echafaudages’ wat zoveel betekent als ‘steigerwerk’. Men kon het stuk gaan bekijken in de Zwarte Zaal van Proka in Gent. Opnieuw pakt Radeis hier uit met hun absurde voorwerptheater, allemaal werktuigen liggen op het podium beginnen een voor een te werken wanneer de werklui opkomt en de werktuigen behandelen als hun eigen huisdieren en iets later bespelen ze ze als instrumenten.
De groep ontbond in 1984 door interne conflicten.

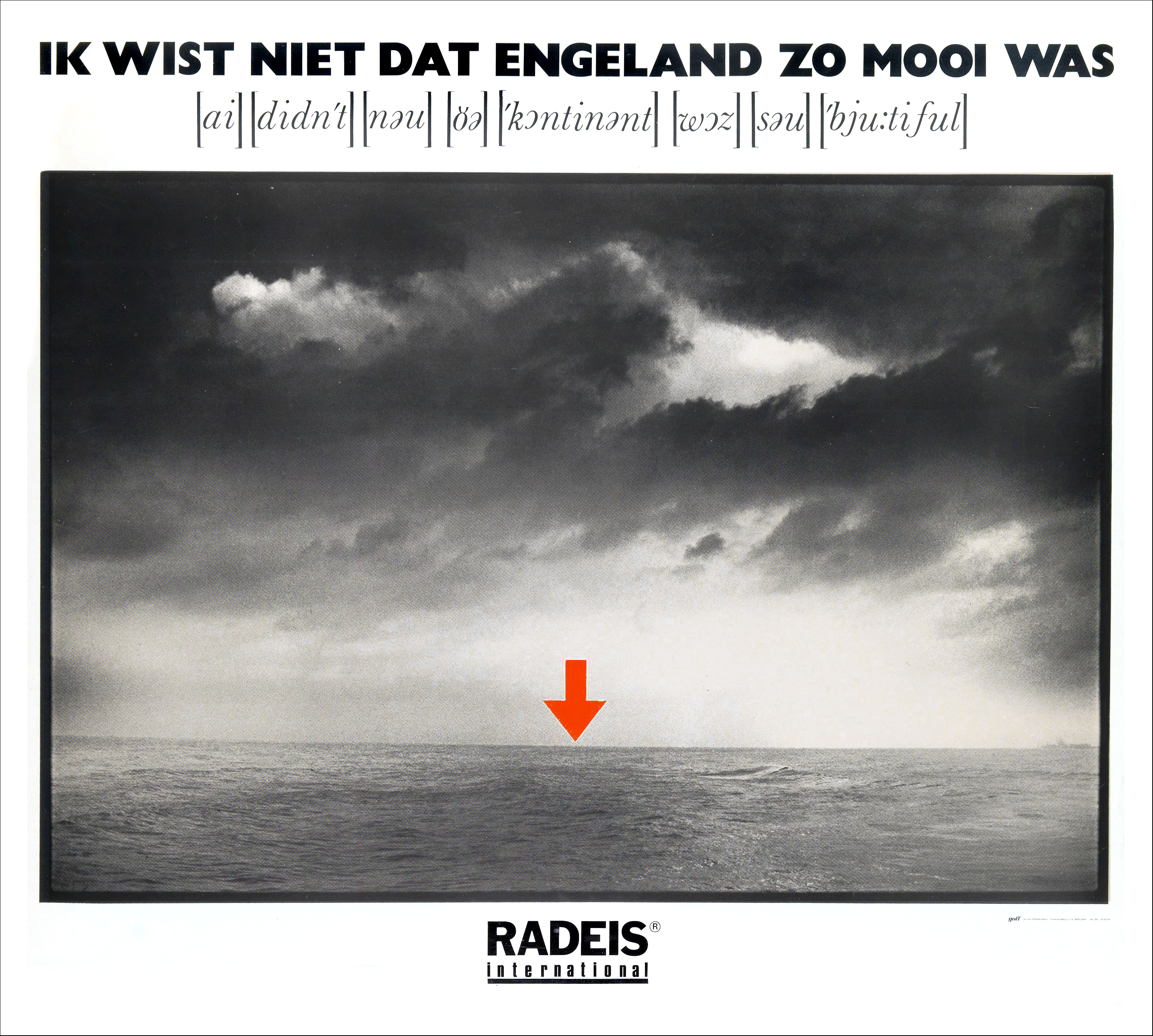
Affiche: 'Ik wist niet dat Engeland zo mooi was' (1980). Foto en ontwerp Michiel Hendryckx

## Modus Operandi
Radeis bracht een woordeloos theater, wat hen in staat stelde buiten Vlaanderen en Nederland te toeren en een breder publiek te bereiken. Bij het produceren van nieuwe voorstellingen werd steeds vertrokken vanuit het materiaal, die voor hen functioneerde als een extra acteur. De groep repeteerde quasi nooit een voorstelling. Humor functioneerde als rode draad voor alle voorstellingen en werkte de toegankelijkheid voor een breed publiek ook in de hand.
Desondanks de humoristische insteek ontkent Radeis dat hun producties een reactie zouden geweest zijn tegen het politieke theater dat in de jaren 70 gemaakt werd. Zo stelt Dirk Pauwels: "Het enige waartegen we reageerden, was de saaiheid van de voorstellingen die toen gemaakt werden." 

## Leden
- Josse De Pauw
- Dirk Pauwels
- Pat Van Hemelrijck

## Producties
toneelproducties volgens data eerste opvoering.
- 1980: Ik wist niet dat Engeland zo mooi was.
- 1981: Vogels.
- 1983: échafaudages.